# San Patricio (Nuovo Messico)
San Patricio è una piccolissima comunità della contea di Lincoln, nello Stato del Nuovo Messico. Si trova sul Rio Ruidoso e sulla U.S. Route 70, tra le comunità di Hondo e Glencoe. È situata appena ad est della foresta nazionale di Lincoln. La comunità è sede di un centro di spiritualità benedettina recentemente acquistato dalla diocesi di Las Cruces, il San Patricio Retreat Center. Ospita anche la Hurd-LaRinconada Gallery, di proprietà dell'artista Michael Hurd. La galleria mostra opere d'arte originali delle famiglie Wyeth e Hurd e ci sono case per gli ospiti nel ranch.

## Storia
Negli anni 1850, i coloni ispanici si trasferirono nell'area, avendo spesso conflitti con i nativi Apache. Secondo un'intervista di Frank Coe, questi coloni vivevano in placitas, o "composti familiari di adobe chiusi per scopi difensivi", che sono ancora visibili oggi. Documenti raccolti dal Dipartimento dei trasporti del Nuovo Messico dicono che:
Nel suo libro Frontier Fighter, George Coe descrive le case di fine anni 1800 a San Patricio come "costruite per la difesa con spesse mura di adobe e oblò in cima". Il libro High Noon in Lincoln di Robery Utley descrive San Patricio negli anni 1870 come composta da "circa 15 edifici in adobe sparsi lungo una singola strada".
Nei decenni successivi, anche i coloni americani bianchi cominciarono a trasferirsi. Si stima che la città avesse circa 40 famiglie nel 1867, nello stesso anno a San Patricio fu scavata la prima roggia nella Hondo Valley.
Intorno al 1870, la città fu chiamata Ruidoso a causa del vicino fiume, ma cambiò nome intorno al 1875 quando fu costruita una chiesa cattolica chiamata La Iglesia de San Patricio. Questa chiesa, conosciuta anche come San Patricio Catholic Church, fu la prima chiesa dell'area e divenne un importante centro culturale per i residenti. Chiese simili di questo tipo si trovano in tutta la Hondo Valley.
San Patricio fu il sito di una battaglia della guerra della contea di Lincoln e associato a Billy the Kid, che frequentò sale da ballo in città durante gli anni 1870. Nel 1878, James Dolan e i suoi alleati, incluso il Rio Grande Posse, vandalizzarono la città e rubarono e uccisero cavalli.
Negli anni 1920, la popolazione aumentò fino a 822 abitanti, e Peter Hurd si trasferì in città negli anni 1930, iniziando una tradizione di artisti che vivevano nell'area. Tuttavia, la popolazione scese durante la seconda guerra mondiale e le imprese si trasferirono per seguire il mutevole percorso della U.S. Route 70.
Nel 1967 fu costruita la St. Jude's Church, che consolidava tutte le chiese cattoliche vicine nella Hondo Valley.